# St.-Nicolai-Kirche (Sarstedt)

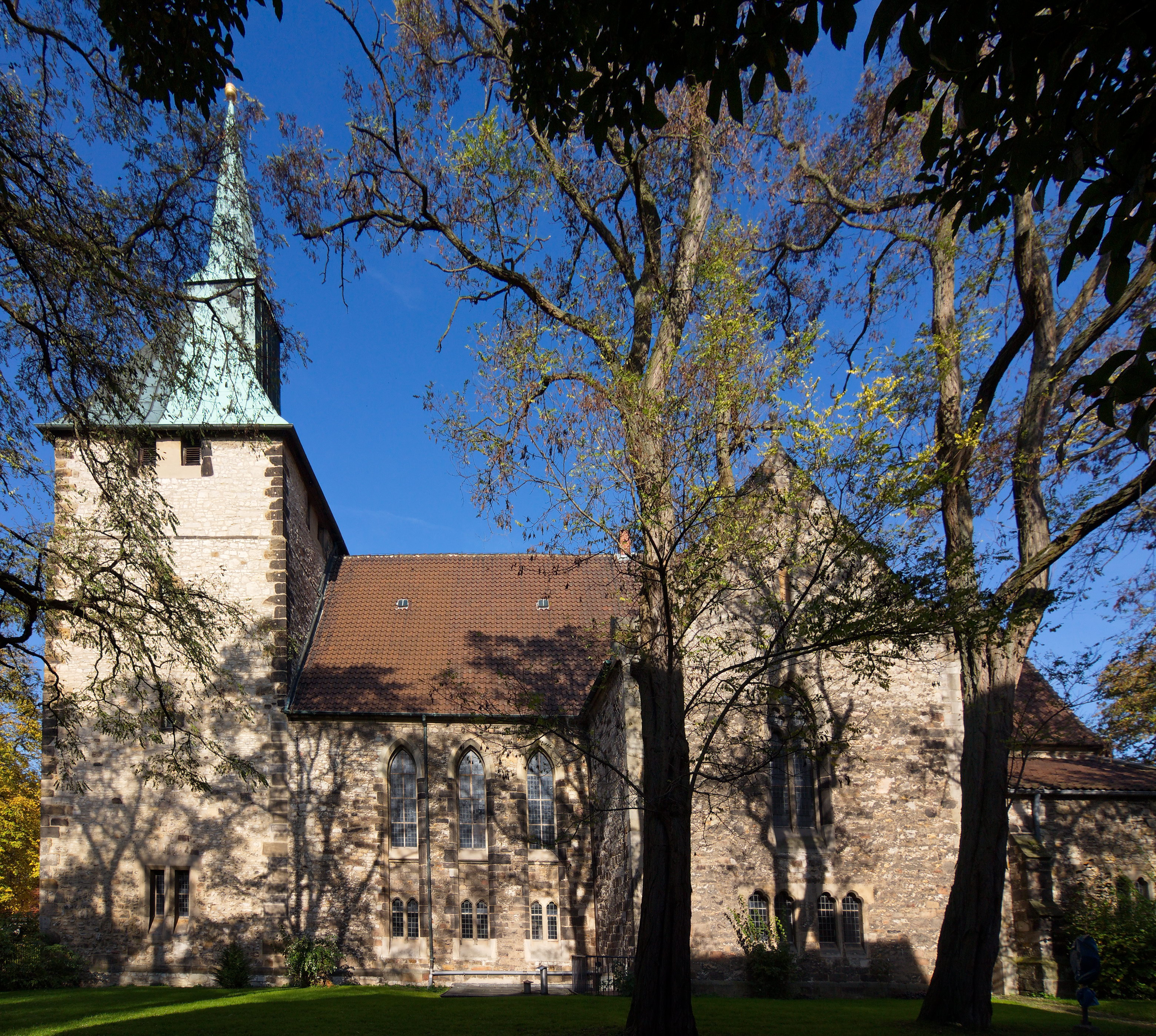
St.-Nicolai-Kirche

Die evangelisch-lutherische denkmalgeschützte St.-Nicolai-Kirche steht in Sarstedt, einer Kleinstadt im Landkreis Hildesheim in Niedersachsen. Die Kirchengemeinde gehört zum Kirchenkreis Hildesheim-Sarstedt im Sprengel Hildesheim-Göttingen der Evangelisch-lutherischen Landeskirche Hannovers.

## Beschreibung
Die erste Kirche, es handelte sich um eine Feldsteinkirche, ist von Bischof Thietmar von Hildesheim gebaut worden. Urkundlich gesichert ist ihr Vorhandensein erst 1250. Die heutige gotische Saalkirche aus Bruchsteinen auf dem Grundriss eines lateinischen Kreuzes erhielt 1457 ihre bis heute erhalten gebliebene äußere Gestalt. Diese Jahreszahl ist in der Inschrift an einem Strebepfeiler der Sakristei im Norden eingelassen. 
Das Langhaus, das Querschiff und der Chor sind mit Satteldächern bedeckt, beim Chor ist die Höhe des Dachfirstes niedriger und das Satteldach ist abgewalmt. Die Sakristei ist mit einem Pultdach bedeckt. Die Kirche wurde allerdings 1865/66 von Conrad Wilhelm Hase mit weitgehenden Eingriffen in die alte Bausubstanz restauriert und regotisiert. Sämtliche Türen und Fenster im Kirchenschiff und im Erdgeschoss des Turmes wurden entweder neu gebrochen oder mit neuen Gewänden versehen. 
Alle Decken- und Wandmalereien aus der Zeit um 1686 im Innenraum wurden überputzt und geweißt. Der riegelartige Westbau, in ihm hängen vier Kirchenglocken, ist im Kern romanisch. Er ist mit einem Walmdach bedeckt, aus dem sich ein quadratischer Aufsatz erhebt, der sich in einem achteckigen Zeltdach fortsetzt, bekrönt mit einer Turmkugel. Das tonnengewölbte Erdgeschoss des Turms ist mit zwei segmentbogigen Toren ins flachgedeckte Langhaus geöffnet. Vor dem dreiseitig abgeschlossenen Chor im Osten, dessen Wände durch Strebepfeiler gestützt werden, endet das Langhaus in einem Querschiff. Der Chor ist mit einem Kreuzrippengewölbe überspannt, dessen Gewölberippen ohne Konsolen in die Wand einlaufen. Zur Kirchenausstattung gehören eine Mensa aus dem 15. Jahrhundert, verziert mit Weihekreuzen, die auf gemauertem Stipes steht, und ein zweigeschossiges Altarretabel von 1640, das mit Knorpelwerk dekoriert ist. Unten befindet sich ein Gemälde des Abendmahls, das von zwei geschnitzten Statuen flankiert wird. Oben wird eine Szene der Kreuzigung dargestellt. Das Gesprenge wird mit einer Figur des Johannes des Täufers bekrönt. 
Die vorige Orgel, sie stand auf der Empore im Westen, wurde 1855 von Philipp Furtwängler & Söhne gebaut. Für die heutige Orgel musste der Innenraum neu gestaltet werden, weil sie aufgrund ihrer Größe nicht mehr auf die obere Westempore passte. Die Emporen von 1865/66 wurden abgebrochen und neue Emporen errichtet. Die neue Orgel hat 24 Register, verteilt auf 2 Manuale und ein Pedal, und wurde 1966 vom Emil Hammer Orgelbau gebaut.
Neben der Kirche steht das Naturdenkmal Friedenseiche. Sie war im Jahr 1871 aus Anlass der der Beendigung des Deutsch-Französischen Krieges gepflanzt worden.